# 新島村農業協同組合
新島村農業協同組合（にいじまむらのうぎょうきょうどうくみあい）は、東京都新島村に本部機構を置く農業協同組合。愛称は新島村農協。

## 概要
東京都新島村に本部を置く専門農協である。1948年（昭和23年）に「新島本村農業協同組合」が設立された後、八丈島農業協同組合に合併されたものの、離脱のため新たに「新島村農業協同組合」が設立された。現在は購買事業と販売事業を行っている。
八丈島農業協同組合に合併後、同農協は他5農協と「東京島しょ農業協同組合」を設立したが、2015年（平成27年）6月に経営改善の一環として新島店の廃店が決定し、それに伴い新組織の立ち上げを行うこととなった。

## 沿革
- 1948年（昭和23年）8月 - 新島本村農業協同組合が設立される。

- 1999年（平成11年）4月1日 - 「八丈島農業協同組合」（JA八丈島）に合併される。

- 2001年（平成13年）4月1日 - JA八丈島が他5農協と合併し、東京島しょ農業協同組合（JA東京島しょ）が設立される。
- 2015年（平成27年）
  - 6月 - JA東京島しょの経営改善の一環として新島店の廃店が決定する。
  - 12月7日 - 廃店の決定に伴い、代替組織として新島村農業協同組合が設立される。
- 2016年（平成28年）1月23日 - JA東京島しょの新島店が廃店。これによりJA東京島しょから離脱する。

（出典）